# Ntui
Ntui est une commune du Cameroun située dans la région du Centre et le chef-lieu du département du Mbam-et-Kim.

## Population
Lors du recensement de 2005, la commune comptait 25 616 habitants, dont 10 500 pour la ville de Ntui.

## Organisation
Outre Ntui et ses quartiers, la commune comprend les villages suivants :
- Betamba
- Biagnimi
- Biatsota II
- Bilanga-Kombe
- Bindalima II
- Bindandjengue
- Bivouna
- Djame
- Ehondo
- Essougly
- Kela
- Kombe Bengué
- Koro
- Koundoung
- Kousse
- Mbanga
- Nachtigal
- Ndimi
- Nguette
- Nguila-Baboute
- Nguila-Haoussa
- Nkolve
- Nkouloutou
- Onguesse
- Ossombe
- Salakounou
- Yalongo

## Santé
Ntui dispose d'un hôpital de district où sont effectués quelques soins primaires et est entouré de quelques centres de santé intégrés.

## Personnalités nées à Ntui
- Dieudonné Tiné Pigui, journaliste de télévision